# قشلاق حاج أمير خان (مقاطعة بيله سوار)
قشلاق حاج أمیر خان (بالفارسية: قشلاق حاج امیرخان) هي منطقة سكنية تقع في إيران في أردبيل.